# Nikola Gavov
Nikola Gavov (tiếng Bulgaria: Никола Гавов; sinh 19 tháng 3 năm 1999) là một cầu thủ bóng đá Bulgaria thi đấu ở vị trí tiền vệ for Beroe Stara Zagora.

## Sự nghiệp

### Beroe Stara Zagora
Mùa hè 2016 anh chuyển từ Litex Lovech đến Beroe Stara Zagora. Anh ra mắt chính thức cho đội ngày 11 tháng 5 năm 2017 trước Neftochimic.

## Thống kê sự nghiệp

### Câu lạc bộ
Tính đến 12 tháng 2 năm 2017 
| Thành tích câu lạc bộ | Thành tích câu lạc bộ | Thành tích câu lạc bộ | Giải vô địch | Giải vô địch | Cúp                  | Cúp                  | Châu lục | Châu lục | Khác | Khác | Tổng | Tổng | Tổng |
| Câu lạc bộ            | Giải vô địch          | Mùa giải              | Trận         | Bàn          | Trận                 | Bàn                  | Trận     | Bàn      | Trận | Bàn  | Trận | Bàn  |      |
| Bulgaria              | Bulgaria              | Bulgaria              | Giải vô địch | Giải vô địch | Cúp bóng đá Bulgaria | Cúp bóng đá Bulgaria | Châu Âu  | Châu Âu  | Khác | Khác | Tổng | Tổng |      |
| --------------------- | --------------------- | --------------------- | ------------ | ------------ | -------------------- | -------------------- | -------- | -------- | ---- | ---- | ---- | ---- | ---- |
| Beroe Stara Zagora    | First League          | 2016–17               | 1            | 0            | 0                    | 0                    | –        | –        | –    | –    | 1    | 0    |      |
| Beroe Stara Zagora    | Tổng                  | Tổng                  | 1            | 0            | 0                    | 0                    | 0        | 0        | 0    | 0    | 1    | 0    |      |
| Thống kê sự nghiệp    | Thống kê sự nghiệp    | Thống kê sự nghiệp    | 1            | 0            | 0                    | 0                    | 0        | 0        | 0    | 0    | 1    | 0    |      |

1. ↑  Includes Siêu cúp bóng đá Bulgaria matches.